# 張大鵬
聖張大鵬若瑟傳道員（1754年—1815年3月12日），字程萬，聖名若瑟（Joseph），為中華殉道聖人之一。

## 生平
張大鵬，1754年出生於貴州都勻。父母並非信奉天主教，而其本人曾信奉多個教派，如於1774年信奉八卦教和後來信奉的道教。至1800年才領洗成為基督徒，改聖名為若瑟。1794年，張大鵬移民貴陽。他曾與一名姓王的商人經商，而王的兒子雖然勸說張大鵬信奉天主教，張大鵬卻因家人反對而不接受其邀請。張大鵬先於1798年上慕道班，延至1800年才於遵義隆平場由一姓羅司鐸施洗。後來張大鵬的弟弟張大魁和張大學誣告其為白蓮教徒，其教師和一些教徒均被入獄。而張大鵬則逃離。張大鵬於1801年在今贵阳主教座堂的原址，領受罗穆迪神父举行的洗礼，取圣名若瑟，並於1808年至1811年期間擔任唐若望所開辦學校的校長。1812年，白莲教起义时，基督徒亦受到牵连，張大鵬18岁的兒子張德旺（圣名安道）和一些教友被擒，張德旺拒绝透露父亲的藏身之处，被流放到贵州东部的龙泉，並於1813年期間死去。而張大鵬則逃到四川重慶避難，後奉徐德新主教命回貴州負責宗教事務。1814年，内弟陳老大向官員告发張大鵬所在之處，因此張大鵬被捕入獄。1815年3月12日於貴陽六廣門被絞刑處死。

## 家庭
- 父母佚名
- 正室陳氏（陳老大為其弟）
- 偏房佚名：生張德旺
- 兩弟分別名為張大魁和張大學
- 獨子張德旺，聖名安道（Anthony）

## 成聖
張大鵬於1909年5月2日被當時教宗庇護十世封為真福。2000年3月10日，被當時教宗若望保祿二世封為聖人，於10月1日被教宗冊封為聖。

## 以張大鵬命名之教堂
- 香港聖張大鵬小堂[6]

## 延伸阅读
[在维基数据编辑]